# Bryum pseudointermedium
Bryum pseudointermedium är en bladmossart som beskrevs av Kindberg 1907. Bryum pseudointermedium ingår i släktet bryummossor, och familjen Bryaceae. Inga underarter finns listade i Catalogue of Life.